# Панкраткина
Панкраткина — река в России, протекает по Ханты-Мансийскому АО. Впадает в озеро Панкратинский Туман. Длина реки составляет 57 км.

## Данные водного реестра
По данным государственного водного реестра России относится к Иртышскому бассейновому округу, водохозяйственный участок реки — Конда, речной подбассейн реки — Конда. Речной бассейн реки — Иртыш.
Код объекта в государственном водном реестре — 14010600112115300017259.